# Ямпольський Борис Самойлович
Борис Самойлович Ямпо́льський (1912, Біла Церква — 1972, Москва) — радянський письменник єврейського походження. Описував життя єврейської общини до і після жовтневого перевороту.

## Біографія
У 1927 році Ямпольський виїхав з рідної Білої Церкви, працював у газетах — спочатку в Баку, пізніше — в Новокузнецьку. Окремими виданням вийшли повість «Они берегут ненависть» (Тифліс) та збірка нарисів «Ингилаб. Азербайджанское социалистическое строительство» (М. — Л., 1931).
Протягом 1937—1941 років навчався у Літературному інституті ім.  М. Горького. Після публікації першої повісті «Ярмарка» (журнал «Красная новь», № 3, 1941; окреме видання — М., 1942), пройнятої сумним жидівським гумором, Ямпольський став відомим. Зобразивши тітоньку і її племінників, які шукали місце для хлопчика, автор одна за одною розвінчує ілюції єврейства до перевороту 1917 року. Хоча дії відбувалися в такий непевний час, а твір вийшов у часи правління Сталіна, автор уникає розповідей на теми Жовтневої революції і класової боротьби, зосередивши увагу на бідному житті незаможних євреїв та їхні скитання у пошуках кращої долі.
Загалом, багато творів передають атмосферу єврейського середовища в якому виростав письменник у рідній Білій Церкві.
У роки війни — спеціальний кореспондент часописів «Красная звезда» й «Известия»; півроку провів у партизанських загонах в лісах Білорусі.
Серед повоєнних творів: «Дорога випробувань» (1955), де розповідь іде про вихід червоноармійців з оточення під Києвом. Там автор майже не зачіпав єврейську тематику.
У період хрущовської «відлиги» тема маленького містечка знову з'явилася в автобіографічній повісті «Хлопчик із Голубиної вулиці» (1959).
Вже у поважному віці, у 1970-х роках, письменник, який не мав сім'ї, передав різним людям свої незавершені твори та рукописи. Через цензуру чимало книг Ямпольського побачило світ вже у часи перебудови та після розпаду СРСР.
Твори Бориса Ямпольського перекладено багатьма мовами світу. Вони показують національний досвід і національну психологію єврейського народу в радянський час.